# James Albert Gary
Pour les articles homonymes, voir Gary.
James Albert Gary, né le 22 octobre 1833 à Uncasville (Connecticut) et mort le 31 octobre 1920 à Baltimore (Maryland), est un homme politique américain. Membre du Parti républicain, il est Postmaster General des États-Unis entre 1897 et 1898 dans l'administration du président William McKinley.

## Biographie

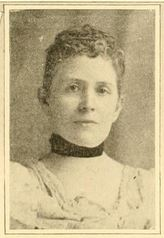
Son épouse.

## Source
- (en) Cet article est partiellement ou en totalité issu de l’article de Wikipédia en anglais intitulé « James Albert Gary » (voir la liste des auteurs).